# Pansoti

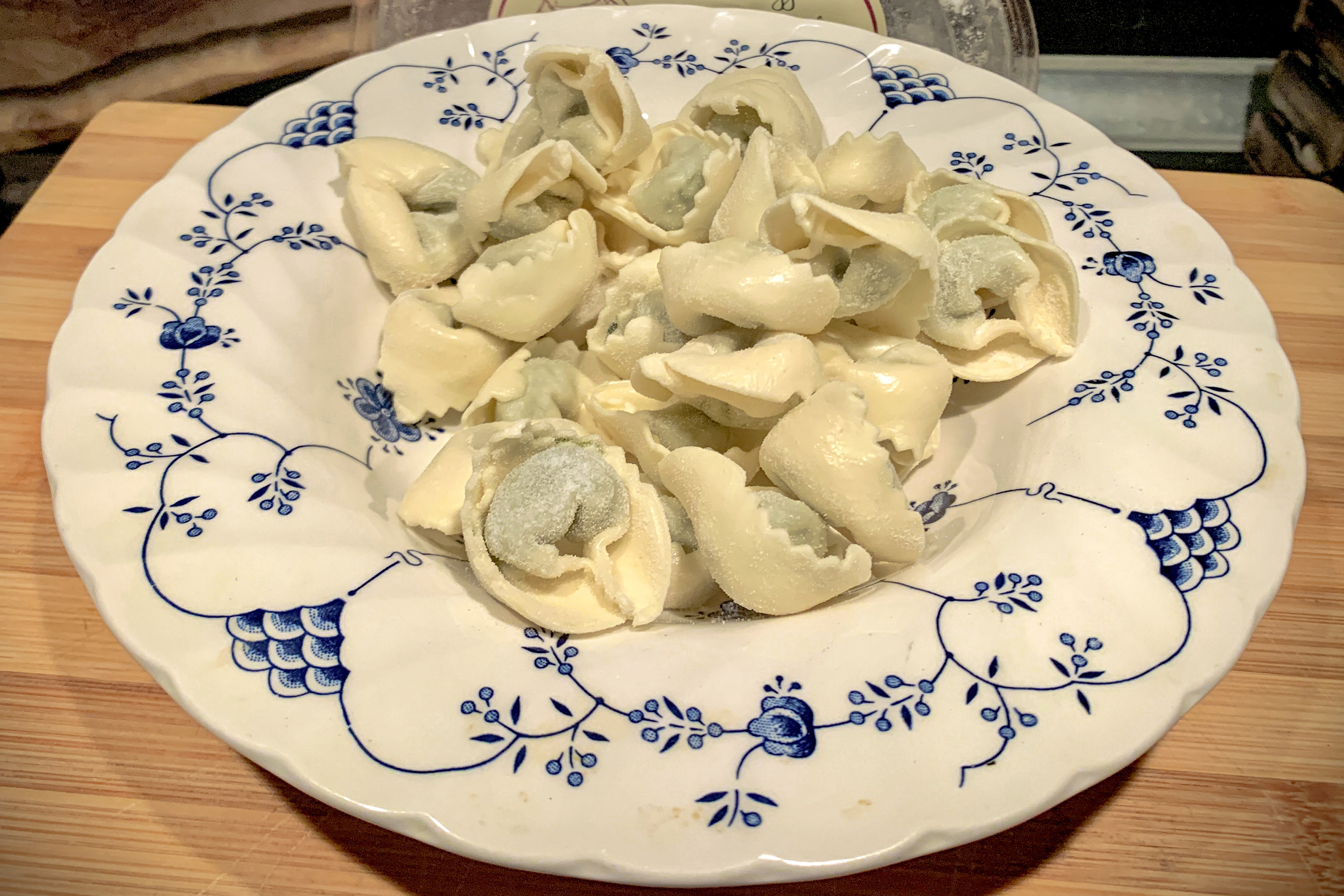
Pansoti o pansotti con salsa de nuez.

Los pansoti o pansotti (panciuti, de pansa, ‘panza’ en ligur) son un tipo de pasta italiana típico de la gastronomía de Liguria, parecido al ravioli. El término pansoto procede tal vez del hecho de que la pasta tiene un aspecto panzudo, y va rellena.
La panzotta con salsa de nuez (en genovés pansöti co-a sarsa de noxe), según algunas fuentes, es un plato principal originario de Recco, una ciudad de Tigullio (provincia de Génova). Representa uno de los platos más típicos de la tradición genovesa, siendo un plato considerado muy adaptado a la Cuaresma al carecer de carne e incluir en su lugar hierbas amargas, remolacha y borrajas.
- Datos: Q3822761
- Multimedia: Pansoti / Q3822761